# 维克托斯贝格
维克托斯贝格是奥地利福拉尔贝格州费尔德基希县的一个市镇。总面积12.51平方公里，总人口388人，人口密度31.0人/平方公里（2005年）。